# Piet de Brouwer
Pour les articles homonymes, voir De Brouwer.
Petrus Godefridus de Brouwer, plus connu sous le nom de Piet De Brouwer, est un archer néerlandais né le 5 octobre 1880 à Gestel et mort le 5 octobre 1953 à Eindhoven.

## Biographie
Piet de Brouwer est sacré champion olympique par équipes au tir au berceau à 28 mètres lors des Jeux olympiques d'été de 1920 se déroulant à Anvers. Hormis lui-même, l'équipe néerlandaise est composée de Driekske van Bussel, Janus van Merrienboer, Janus Theeuwes, Jo van Gastel, Tiest van Gestel, Joep Packbiers et Theo Willems.